# 白河 (江東区)
白河（しらかわ）は、東京都江東区の町名。住居表示実施済み。現行行政地名は白河一丁目から白河四丁目。住居表示実施済区域。

## 概要
地名の由来
寛政の改革を行った白河藩主出身の老中松平定信の墓所がこの地の霊巌寺にあることに因んで命名された。昔は大名など高位の武士を呼ぶ際しばしばその出身藩の名で「白河殿」などと呼んだので、「白河（どの）」は松平定信の異称である（本人も「白河楽翁」を号として使っていた）。ただし、町名となったのは定信の没（1829年）から100年余り経った昭和の初めである。
地理
深川地域の北西に位置する。小名木川が流れ、大富橋・東深川橋・西深川橋が架かる。大横川も流れ、扇橋・亥之堀橋が架かる。
2000年12月の都営地下鉄大江戸線開通や2003年3月の東京メトロ半蔵門線延伸を機に交通利便性が急速に向上し、超高層マンションの建設など再開発が盛んである。木場に所在する深川警察署・深川消防署の管轄に当たる。

## 歴史
深川区時代には深川区役所所在地として、深川区の行政の中心地であった。

## 世帯数と人口
2023年（令和5年）1月1日現在（東京都発表）の世帯数と人口は以下の通りである。
| 丁目       | 世帯数    | 人口     |
| ---------- | --------- | -------- |
| 白河一丁目 | 802世帯   | 1,509人  |
| 白河二丁目 | 1,382世帯 | 2,623人  |
| 白河三丁目 | 1,568世帯 | 3,019人  |
| 白河四丁目 | 1,950世帯 | 4,178人  |
| 計         | 5,702世帯 | 11,329人 |

### 人口の変遷
国勢調査による人口の推移。
| 年                 | 人口   |
| ------------------ | ------ |
| 1995年（平成7年）  | 7,060  |
| 2000年（平成12年） | 7,128  |
| 2005年（平成17年） | 8,415  |
| 2010年（平成22年） | 10,101 |
| 2015年（平成27年） | 11,390 |
| 2020年（令和2年）  | 11,541 |

### 世帯数の変遷
国勢調査による世帯数の推移。
| 年                 | 世帯数 |
| ------------------ | ------ |
| 1995年（平成7年）  | 2,718  |
| 2000年（平成12年） | 2,976  |
| 2005年（平成17年） | 3,683  |
| 2010年（平成22年） | 4,539  |
| 2015年（平成27年） | 5,302  |
| 2020年（令和2年）  | 5,654  |

## 学区
区立小・中学校に通う場合、学区は以下の通りとなる（2023年4月時点）。
| 丁目       | 番地        | 小学校               | 中学校                 |
| ---------- | ----------- | -------------------- | ---------------------- |
| 白河一丁目 | 全域        | 江東区立明治小学校   | 江東区立深川第六中学校 |
| 白河二丁目 | 全域        | 江東区立明治小学校   | 江東区立深川第六中学校 |
| 白河三丁目 | 全域        | 江東区立元加賀小学校 | 江東区立深川第六中学校 |
| 白河四丁目 | 9番13～17号 | 江東区立元加賀小学校 | 江東区立深川第一中学校 |
| 白河四丁目 | その他      | 江東区立元加賀小学校 | 江東区立深川第六中学校 |

## 交通

### 鉄道
- 都営地下鉄大江戸線  清澄白河駅
- 東京メトロ半蔵門線  清澄白河駅

### 道路
- 東京都道10号東京浦安線（清洲橋通り）
- 東京都道319号環状三号線（三ツ目通り）
- 東京都道463号上野月島線（清澄通り）

## 事業所
2021年（令和3年）現在の経済センサス調査による事業所数と従業員数は以下の通りである。
| 丁目       | 事業所数  | 従業員数 |
| ---------- | --------- | -------- |
| 白河一丁目 | 91事業所  | 689人    |
| 白河二丁目 | 105事業所 | 528人    |
| 白河三丁目 | 97事業所  | 771人    |
| 白河四丁目 | 55事業所  | 893人    |
| 計         | 348事業所 | 2,881人  |

### 事業者数の変遷
経済センサスによる事業所数の推移。
| 年                 | 事業者数 |
| ------------------ | -------- |
| 2016年（平成28年） | 344      |
| 2021年（令和3年）  | 348      |

### 従業員数の変遷
経済センサスによる従業員数の推移。
| 年                 | 従業員数 |
| ------------------ | -------- |
| 2016年（平成28年） | 2,862    |
| 2021年（令和3年）  | 2,881    |

## 施設
- 深川江戸資料館 - 深川区役所跡地に建つ。
  - 江東区役所白河出張所 - 深川江戸資料館館内に設置されている。
- 江東区元加賀公園
- 江東区立元加賀小学校
- 江東区元加賀幼稚園
- 霊巌寺

## その他

### 日本郵便
- 郵便番号 : 135-0021[3]（集配局 : 深川郵便局[16]）。